# مایکل او کانر (بازیکن فوتبال، زاده ۱۹۸۷)
مایکل او کانر (انگلیسی: Michael O'Connor؛ زادهٔ ۶ اکتبر ۱۹۸۷) بازیکن فوتبال اهل بریتانیا است.
از باشگاه‌هایی که در آن بازی کرده‌است می‌توان به باشگاه فوتبال روترهام یونایتد، باشگاه فوتبال کرو آلکساندرا، باشگاه فوتبال اسکانتورپ یونایتد، باشگاه فوتبال پورت ویل، و باشگاه فوتبال لینکولن سیتی اشاره کرد.